# Liga LEB 2002-2003
La Liga LEB 2002-2003 è stata la 47ª edizione della seconda divisione spagnola di pallacanestro maschile (la 7ª con il nome di Liga LEB).

## Squadre partecipanti
| Squadra                    | Città                      | Regione          |
| -------------------------- | -------------------------- | ---------------- |
| Club Ourense Baloncesto    | Ourense                    | Galizia          |
| Bilbao Basket              | Bilbao                     | Paesi Baschi     |
| Cantabria Lobos            | Torrelavega                | Cantabria        |
| CD Universidad Complutense | Madrid                     | Madrid           |
| Ciudad de Huelva           | Huelva                     | Andalusia        |
| Melilla                    | Melilla                    | Melilla          |
| CAI Zaragoza               | Saragozza                  | Aragona          |
| Drac Inca                  | Inca                       | Baleari          |
| Coinga Menorca             | Mahón                      | Baleari          |
| Unelco Tenerife            | San Cristóbal de La Laguna | Canarie          |
| Etosa Murcia               | Murcia                     | Murcia           |
| CB Los Barrios             | Los Barrios                | Andalusia        |
| CB Tarragona               | Tarragona                  | Catalogna        |
| León Caja España           | León                       | Castiglia e León |
| Ulla Oil Rosalía           | Santiago di Compostela     | Galizia          |
| Isastur Gijón              | Gijón                      | Asturie          |

## Classifica finale
| #  | Teams                      | P  | V  | P  | PF   | PS   | Qualificate |
| -- | -------------------------- | -- | -- | -- | ---- | ---- | ----------- |
| 1  | Unelco Tenerife            | 30 | 24 | 6  | 2437 | 2141 | Playoff     |
| 2  | Etosa Murcia               | 30 | 20 | 10 | 2317 | 2280 | Playoff     |
| 3  | Coinga Menorca             | 30 | 20 | 10 | 2551 | 2429 | Playoff     |
| 4  | Bilbao Basket              | 30 | 19 | 11 | 2549 | 2357 | Playoff     |
| 5  | León Caja España           | 30 | 16 | 14 | 2440 | 2445 | Playoff     |
| 6  | CD Universidad Complutense | 30 | 16 | 14 | 2418 | 2329 | Playoff     |
| 7  | Cantabria Lobos            | 30 | 16 | 14 | 2333 | 2356 | Playoff     |
| 8  | Isastur Gijón              | 30 | 15 | 15 | 2278 | 2322 | Playoff     |
| 9  | Club Ourense Baloncesto    | 30 | 14 | 16 | 2366 | 2311 |             |
| 10 | CB Los Barrios             | 30 | 14 | 16 | 2328 | 2294 |             |
| 11 | Melilla                    | 30 | 13 | 17 | 2254 | 2379 |             |
| 12 | CB Tarragona               | 30 | 12 | 18 | 2328 | 2379 |             |
| 13 | Drac Inca                  | 30 | 12 | 18 | 2328 | 2379 | Playout     |
| 14 | CAI Zaragoza               | 30 | 12 | 18 | 2370 | 2508 | Playout     |
| 15 | Ciudad de Huelva           | 30 | 11 | 19 | 2467 | 2577 | Playout     |
| 16 | Ulla Oil Rosalía           | 30 | 6  | 24 | 2183 | 2438 | Playout     |

## LEB Playoffs
I vincitori delle semifinali vengono promosse direttamente in Liga ACB.
|  | Quarti di finale | Quarti di finale           | Quarti di finale           |              |                | Semifinali      | Semifinali | Semifinali |  |  | Finale | Finale          | Finale |
|  |                  |                            |                            |              |                |                 |            |            |  |  |        |                 |        |
|  | 1                | Unelco Tenerife            | 3                          |              |                |                 |            |            |  |  |        |                 |        |
|  | 8                | Isastur Gijón              | 1                          |              |                |                 |            |            |  |  |        |                 |        |
|  | 8                | Isastur Gijón              | 1                          |              | 1              | Unelco Tenerife | 3          |            |  |  |        |                 |        |
|  |                  |                            |                            |              | 1              | Unelco Tenerife | 3          |            |  |  |        |                 |        |
|  |                  | 5                          | León Caja España           | 1            |                |                 |            |            |  |  |        |                 |        |
|  | 4                | 5                          | León Caja España           | 1            | Bilbao Basket  | 2               |            |            |  |  |        |                 |        |
|  | 4                |                            |                            |              | Bilbao Basket  | 2               |            |            |  |  |        |                 |        |
|  | 5                | León Caja España           | 3                          |              |                |                 |            |            |  |  |        |                 |        |
|  |                  |                            |                            |              |                |                 |            |            |  |  | 1      | Unelco Tenerife | 64     |
|  |                  |                            | 2                          | Etosa Murcia | 78             |                 |            |            |  |  |        |                 |        |
|  | 2                | Etosa Murcia               | 3                          |              |                |                 |            |            |  |  |        |                 |        |
|  | 7                | Cantabria Lobos            | 2                          |              |                |                 |            |            |  |  |        |                 |        |
|  | 7                | Cantabria Lobos            | 2                          |              | 2              | Etosa Murcia    | 3          |            |  |  |        |                 |        |
|  |                  |                            |                            |              | 2              | Etosa Murcia    | 3          |            |  |  |        |                 |        |
|  |                  | 6                          | CD Universidad Complutense | 0            |                |                 |            |            |  |  |        |                 |        |
|  | 3                | 6                          | CD Universidad Complutense | 0            | Coinga Menorca | 2               |            |            |  |  |        |                 |        |
|  | 3                |                            |                            |              | Coinga Menorca | 2               |            |            |  |  |        |                 |        |
|  | 6                | CD Universidad Complutense | 3                          |              |                |                 |            |            |  |  |        |                 |        |

## Playout
Le perdenti retrocedono in LEB Plata.
| Squadra 1    | Risultato | Squadra 2        |
| ------------ | --------- | ---------------- |
| Drac Inca    | 3 - 1     | Ulla Oil Rosalía |
| CAI Zaragoza | 3 - 2     | Ciudad de Huelva |

## Verdetti
- Promozioni in Liga ACB: Etosa Murcia e Unelco Tenerife
- Retrocessioni in LEB Plata: Ulla Oil Rosalía e Ciudad de Huelva